# Yeonil-eup
Yeonil-eup (koreanska: 연일읍) är en köping i den östra delen av Sydkorea, 270 km sydost om huvudstaden Seoul. Den ligger i stadsdistriktet Nam-gu i kommunen Pohang i provinsen Norra Gyeongsang.